# Muntiacus puhoatensis
Muntiacus puhoatensis — вид парнокопитних ссавців родини оленеві (Cervidae). Вид відомий лише у місцевості Пу Хоат у провінції Нгеан у В'єтнамі на межі з Лаосом. Вид мешкає у зоні тропічних дощових лісів на висоті до 900 м. Мунтжак є зникаючим видом. Причиною є фрагментарність лісів та полювання місцевого населення.